# رمادیه، ادلب
رمادیه (به عربی: الرمادیة) یک روستا در سوریه است که در ناحیه درکوش واقع شده‌است. رمادیه ۷۴۶ نفر جمعیت دارد.